# アジア協会 (フランス)
アジア協会（アジアきょうかい、フランス語: Société Asiatique）は、1822年に設立された、東洋学・アジア研究を目的とするフランスの学術団体。本部はパリにある。

## 概要
アジア協会は19世紀はじめの東洋学の高まりを反映して、1822年4月1日に設立され、1829年4月15日の勅令で公式に承認された。初代の会長はシルヴェストル・ド・サシ、書記はガルサン・ド・タッシだった。
アジア協会と名がついているが、マグリブから極東までの広大な領域に関する学識の発展と伝播を目的としている。
協会の図書館には10万冊以上の書籍を蔵し、200種類ちかくの定期刊行物を継続購読している。
機関誌『Journal Asiatique』(JA)を1822年に創刊し、現在も刊行している（半年刊）。フランス最古の東洋学の学術雑誌である。

## 著名な会員
1832年に死亡した人物が多いのは、パリでコレラが大流行したため。
- アントワーヌ＝イザーク・シルヴェストル・ド・サシ (1758-1838)
- アントワーヌ＝レオナール・ド・シェジー (1773-1832)
- ジャン＝ピエール・アベル＝レミュザ (1788-1832)
- ジャン＝フランソワ・シャンポリオン (1791-1832)
- ウジェーヌ・ビュルヌフ (1801-1852)
- ジャーム・ダルメステテール (1849-1894)
- シルヴァン・レヴィ (1863-1935)
- エドゥアール・シャヴァンヌ (1865-1918)
- ポール・ペリオ (1878-1945)
- アンリ・マスペロ (1883-1945)
- ポール・ドミエヴィル (1894-1979)